# Riscossa indiana
Riscossa indiana (Drums of the Desert) è un film muto del 1927 diretto da John Waters. La sceneggiatura si basa sul romanzo Captives of the Desert di Zane Grey pubblicato a New York nel 1926.

## Produzione
Il film fu prodotto dalla Paramount Pictures (come Paramount Famous Lasky Corporation). Il romanzo di Zane Grey, a inizio dicembre 1925, uscì a puntate su McCall's con il titolo Drums of the Desert. Alcune riprese del film, secondo quanto riportato da diverse riviste, vennero fotografate nella riserva Navajo dell'Arizona.

## Distribuzione
Il copyright del film, richiesto dalla Paramount Famous Lasky Corp., fu registrato il 4 giugno 1927 con il numero LP24049.
Distribuito dalla Paramount Pictures, il film - presentato da Jesse L. Lasky e Adolph Zukor - uscì nelle sale cinematografiche statunitensi il 4 giugno 1927. In Italia, distribuito sempre dalla Paramount in una versione di 1.869 metri, uscì con il visto di censura 24763 del 28 febbraio 1929.